# El malentès
El malentès (Le Malentendu en francès) és una obra de teatre en tres actes de l'autor francès Albert Camus escrita el 1943 i estrenada el 1944. Està centrada en la idea de Camus sobre l'absurd.

## Argument
Jan, un jove la vida del qual transcorre amb èxit, ric i enamorat, decideix renovar els vincles amb la seva família, a la qual havia abandonat feia alguns molts anys. Així que, al costat de la seva esposa Maria, torna a la seva ciutat natal i, més concretament a la pensió regentada per la seva mare i la seva germana. Com que no va saber com revelar la seva veritable identitat, Jan s'allotja en l'alberg, esperant el moment oportú per a la seva declaració. No obstant això una destinació cruel li espera. La seva mare i la seva germana Martha tenen el costum d'assassinar als viatgers que pernocten en l'alberg per robar-los i per obtenir així els recursos necessaris per escapar d'aquests tristos erms i trobar terres més assolellades. Jan, com que no revela la seva identitat, sofrirà la mateixa destinació que ofereix a la resta de viatgers.

## Representacions
L'estrena de l'obra va tenir lloc al Théâtre des Mathurins de París, el 24 de juny de 1944, sota la direcció de Marcel Herrand i amb Maria Casarès en el paper de Marta.
A Barcelona es va estrenar comercialment una versió en castellà, El malentendido, el 19 de setembre de 1969 al Teatre Poliorama, amb traducció de José Escué, direcció d'Adolfo Marsillach, i interpretació de Fernando Guillén, Gemma Cuervo Igartua, María Luisa Ponte, Alicia Hermida i Agustí Bescó.
El Malentès es va estrenar per primera vegada en català amb una traducció de Lluís-Anton Baulenas al Teatre Nou Tantarantana, el dia 11 de febrer del 2000. El director va ser Antonio Simón Rodríguez. Edicions 62 va publicar l’obra al maig del 2000.
El 23 de març de 2006 es va estrenar, pel Teatre Lliure a la Sala Fabià Puigserver, una versió catalana traduïda per Ferran Toutain i Gibert directament del francès. La direcció va ser de Joan Ollé i Freixas i la interpretació va correspondre a: Jordi Collet, Josep Maria Domènech i Benages, Marta Marco, Cristina Plazas i Àngels Poch.